# Friedrich Johann Jacobsen
Friedrich Johann Jacobsen (* 29. Juni 1774 in Heide; † 24. Februar 1822 in Altona) war ein deutscher Jurist und Autor von juristischen Veröffentlichungen zum Thema Seerecht.

## Leben
Friedrich Johann Jacobsen war Sohn eines Obergerichtsadvokaten in Heide; sein Vater war später bis zu dessen Tod 1793 Kirchspielvogt in Wesselburen.
Friedrich Johann Jacobsen besuchte die öffentliche Schule in seinem Heimatort und erhielt dort bereits den ersten wissenschaftlichen Unterricht. 1791 wechselte er zum Gymnasium nach Altona und begann 1793, nach dem Tod seines Vaters, ein Jurastudium an der Universität in Kiel. Nach Beendigung des Studiums wurde er 1796 Untergerichtsadvokat beim Gericht in Altona, dort wurde er 1805 zum Obergerichtsadvokaten befördert.
In seiner Funktion als Untergerichtsadvokat unternahm er eine Reise in Prisenangelegenheiten nach London (Großbritannien). Dort lernte er den Admiralitätsrichter William Scott, 1. Baron Stowell sowie weitere englische Rechtsgelehrte kennen. Aufgrund dieser Bekanntschaften begann er sich sowohl mit dem Studium des Seerechts aber auch mit der englischen Literatur zu beschäftigen.
1803 erfolgte die Ernennung zum Gerichtsadvokaten und als solcher gab er einige bedeutende Werke zum Seerecht heraus, so dass er auf diesem Gebiet als eine Autorität anerkannt war. Seine Werke wurden sowohl in Deutschland als auch in Großbritannien und in Nordamerika veröffentlicht und zur Rechtsprechung genutzt.
Johann Friedrich Jacobsen war in erster Ehe mit Johann Louisa Henrietta Jacobsen, geb. Fischbach (* 6. November 1774; † 19. August 1818) und in zweiter Ehe mit Maria Eliza Jacobsen, geb. Peneke verheiratet. Nach seinem frühen Tod hinterließ er eine Witwe und acht Kinder. Sein Grabstein befindet sich auf dem Historischen Friedhof der Christianskirche (Klopstockkirche) in Hamburg-Ottensen.

## Ehrungen
Friedrich Johann Jacobsen erhielt für seine Schrift Ueber Contracte in Betreff von Berglohn 1821 von dem Verein der Hamburgischen Assecuradeurs eine goldene Medaille.

## Werke (Auswahl)
- Bemerkungen über das Neutralisieren in Betreff von Handel und Schiffahrt; besonders in Rücksicht auf Dänemark, Das. 1798
- Gedächtnisrede zur Feier des 2ten Aprils 1801, Altona. Hamm. 1802
- Handbuch über das practische Seerecht der Engländer und Franzosen: in Hinsicht auf das von ihnen in Kriegszeiten angehaltene neutrale Eigenthum, mit Rücksicht auf die englischen Assecuranz-Grundsätze über diesen Gegenstand, Hamburg: in Commission bey F. Perthes, 1803 - 1805. - 2 v
- Versuch eines Comentars zu den Russischen Beschwerden über die Beeinträchtigung des Russischen Handels durch England, Altona: J.F. Hammerich, 1808
- Beyträge zu dem Prisenrechte der Engländer in Rücksicht auf den Tractat von 1801, Altona: Hammerich, 1808. - XVI, 71 S.
- Bemerkungen über das dänische Prisenrecht. Das. Ders. 1809
- Auszug aus einer Rede über die Vaterlandsliebe, gehalten von D’Aguesseau. In den Prov.-Ber. 1813. Heft 1, S. 1–7.
- Ueber die Einäscherung der Stadt Altona am 8ten und 9ten Januar 1713, und über die jetzige Lage der Stadt. Das. Ders. 1813 6 Bog.
- Seerecht des Friedens und des Krieges: in Bezug auf die Kauffahrteischifffahrt, Altona: Hammerich, 1815
- Denkrede auf Klopstock,  O.O., 1817
- Laws of the sea, with reference to maritime commerce during peace and war: from the German of Frederich J. Jacobsen, Jacobsen, Friedrich Johann; Frick, William, Baltimore: E.J. Coale, 1818
- Rede am Geburtstag unsers Königs, gehalten zu Altona den 28. Jan. 1820. In den Prov.-Ber. 1820, Heft 1, S. 1–3
- Briefe an eine deutsche Edelfrau über die neuesten englischen Dichter, Altona 1820[3]
- Umriß des englischen Wechselrechtes: mit Entscheidungen über Wechselrechtsfälle in Hamburg und Altona, Altona: Hammerich, 1821. - XL, 284 S.
- Neue Sammlung handelsrechtlicher Abhandlungen, Altona 1823[4]
- Neue Sammlung handelsrechtl. Abhandlungen nach seinem Tode herausgegeben, mit einer biographischen Vorrede. Altona, Hammerich. 1823
- einige Übersetzungen aus dem Englischen
- Beiträge zu periodischen Schriften, politischen und gelehrten Zeitungen wie auch zur Ersch-Gruber’schen Encyclopädie